# ブラショフ県
| 県章 ブラショフ県の位置 |                     |
| 地域                    | 中央地域            |
| 歴史的な地域            | トランシルヴァニア  |
| 県都                    | ブラショフ          |
| 面積                    | 5,363km²            |
| 人口                    | 546,615人（2021年） |
| 人口密度                | 102人/km²           |
| ISO 3166-2              | RO-BV               |

ブラショフ県 （ブラショフけん、ルーマニア語:Judeţul Braşov、発音:bra.'ʃov、ハンガリー語:Brassó megye）は、ルーマニア・トランシルヴァニア地方の県。県都はブラショフ。県は、かつてトランシルヴァニア・ザクセン人が多く暮らしていた歴史的な地方ブルツェンラント、ファガラシュ（Făgăraş）地方を含む。東部はコヴァスナ県、西部はシビウ県、北部はムレシュ県とハルギタ県、南部はアルジェシュ県、ドゥンボヴィツァ県、プラホヴァ県と接する。

## 人口統計
人口は546,615人（2021年国勢調査）。主要民族構成は下記の通り。
- ルーマニア人 - 416,664人
- ハンガリー人 - 28,221人
- ロマ人 - 23,472人
- ドイツ人 - 1,853人

| 年   | 県人口  |
| ---- | ------- |
| 1948 | 300,836 |
| 1956 | 373,941 |
| 1966 | 442,692 |
| 1977 | 582,863 |
| 1992 | 643,261 |
| 2002 | 589,028 |
| 2011 | 549,217 |
| 2021 | 546,615 |

伝統的にルーマニア人人口は県西部と南西部に集中する。ハンガリー人は県東部、ドイツ人は北部とブラショフ周辺に暮らす。

## 地理
県面積は5,363平方キロメートルである。
南部はファガラシュ山脈、ブチェジ山脈（Bucegi）、ピヤトラ・マーレ山脈、ピヤトラ・クラユルイ山脈（Piatora Craiului）、ポスタヴァル山脈（Postăvaru）を伴うカルパチア山脈（南カルパチア山脈と東カルパチア山脈）から成り立つ。東部はブラショフ盆地で、西部はオルト川渓谷である。盆地と渓谷の間にはペルシャニ山脈（Perşani）がある。北部と西部にオルト川が流れる。 

## 経済
ブラショフはルーマニア国内で最も繁栄する地方の一つであり、工業の伝統を持つ。第二次世界大戦中、IAR-81航空機が、戦争末期にはメッサーシュミットBf109がブラショフでつくられた。共産主義政権下ではさらに工業化が進み、それらの遺産が一部は非常に大規模な工業複合施設として残っている。また操業を続けているものもあり、資本主義市場経済において採用されたりした。一部は民主化以後操業が停まり、高い失業率の原因となった。主に外国からの新たな投資によって、経済は部分的に回復されている。
県内の主要産業は以下のものがある。
- 機械及び自動車製造
- 化学工業
- 建築資材製造
- 食品加工

ファガラシュ（Făgăraş）とヴィクトリア周囲には、地域の汚染の原因となっている大きな化学複合施設がある。

## 観光
- ブラショフ
- ポヤナ・ブラショフ（Poiana Braşov）スキー場
- プレデアル
- ブラン城
- ファガラシュ山脈
- ファガラシュ（Făgăraș）とルシュノフ（Râşnov）の中世の要塞群[3]
- プレジュメル（Prejmer）、ヴィスクリ（Viscri） - UNESCO世界遺産のトランシルヴァニア地方の要塞聖堂のある村落群に含まれる

## 行政区画
県は4つの都市、6つの町、47の基礎自治体からなる。

### 主な都市
- ブラショフ
- ファガラシュ
- コドレア
- サチェレ（en:Săcele）

## ギャラリー

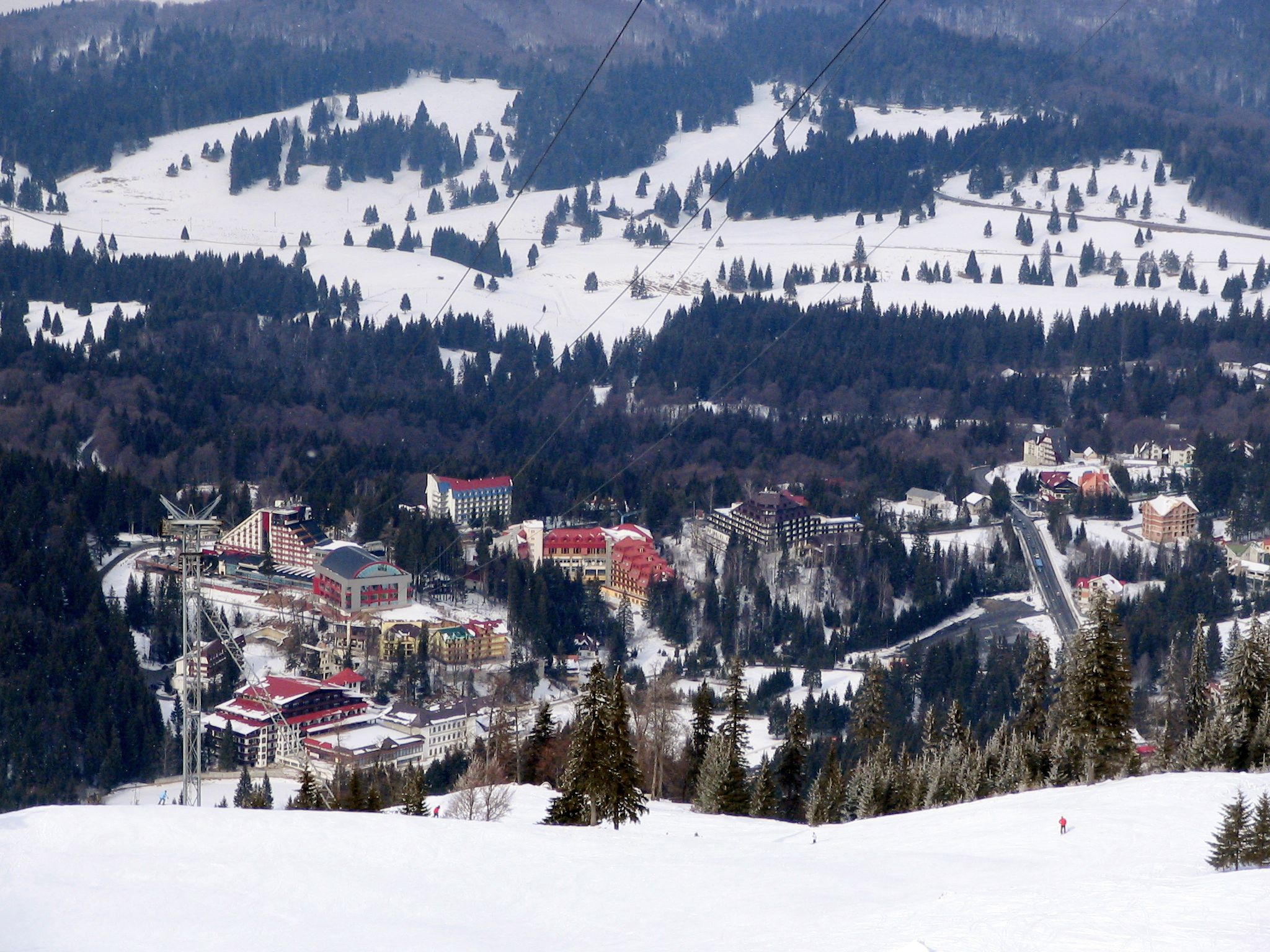
ポヤナ・ブラショフ
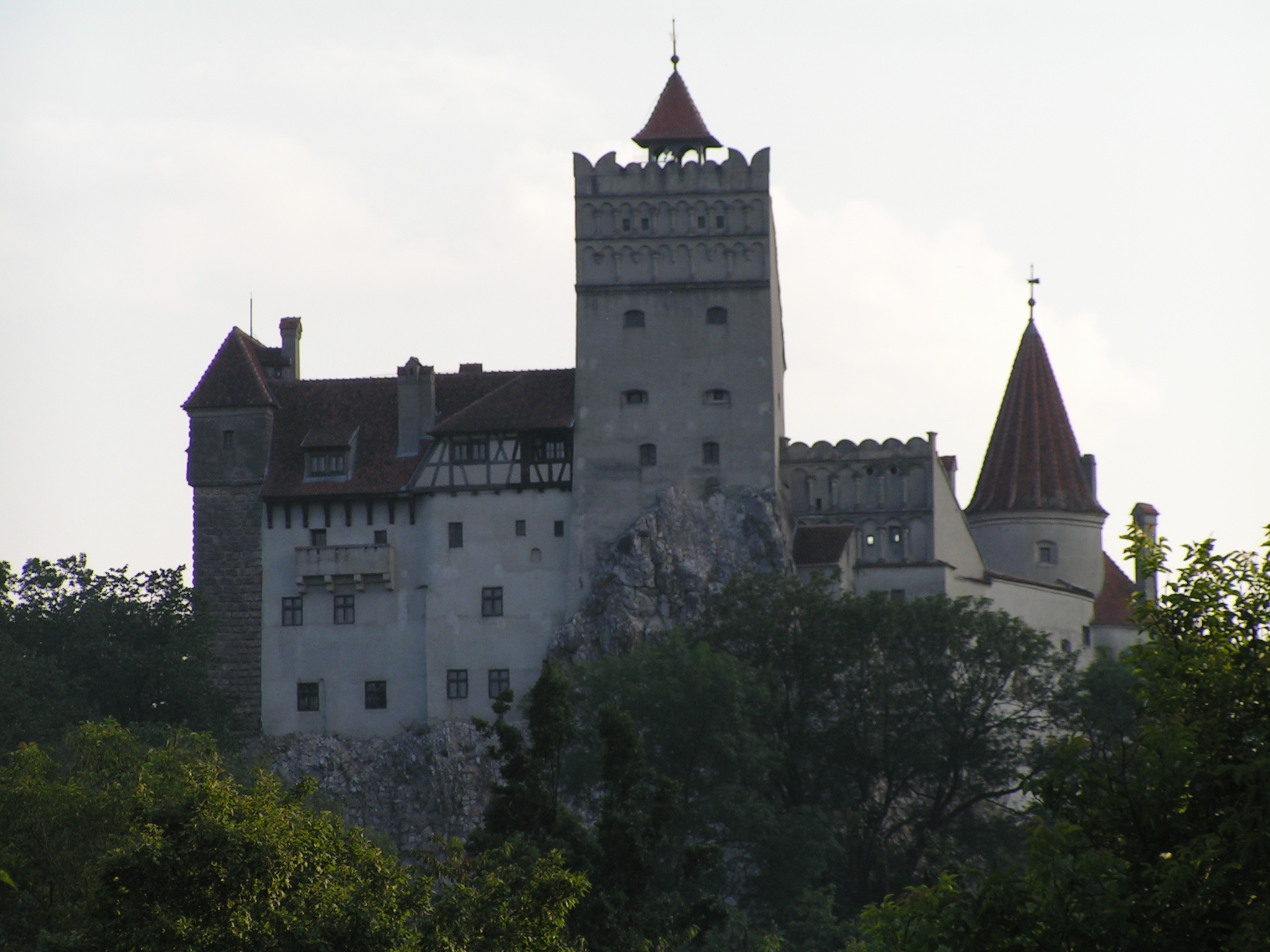
ブラン城
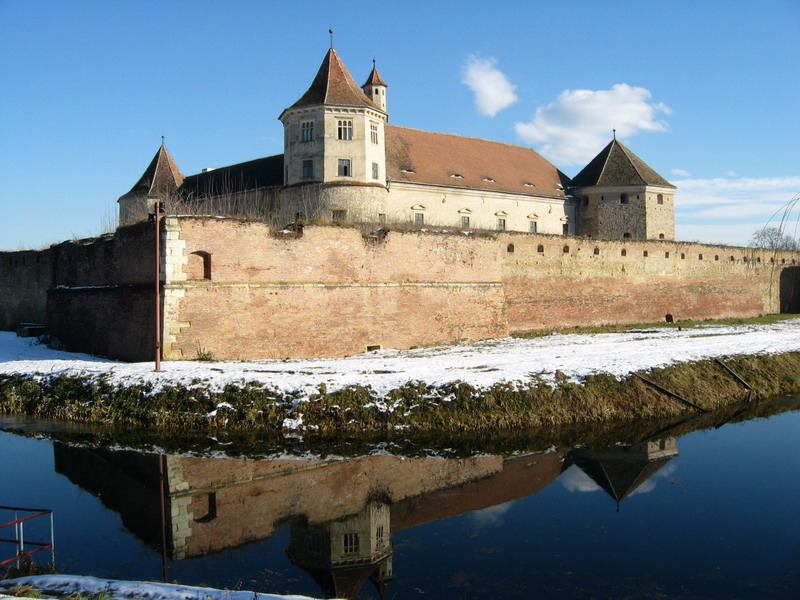
ファラガシュ城
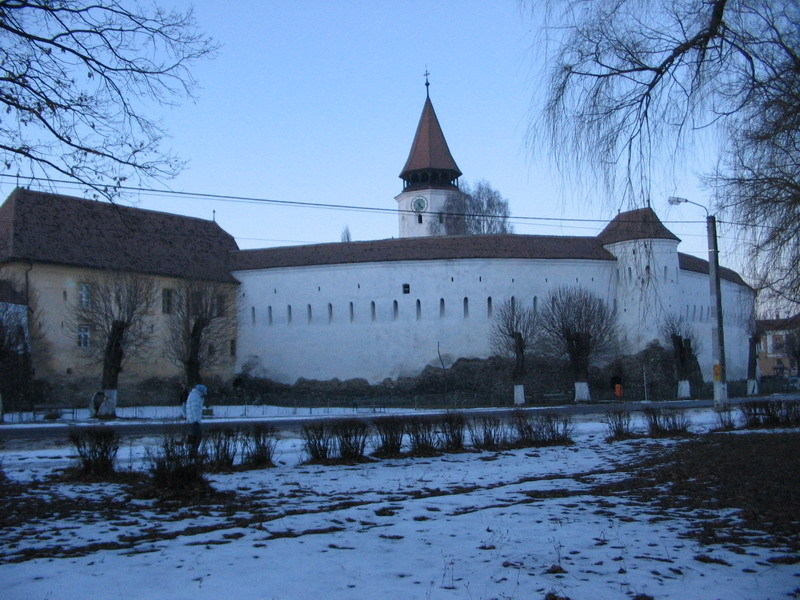
プレジュメルにあるザクセン人の要塞化教会
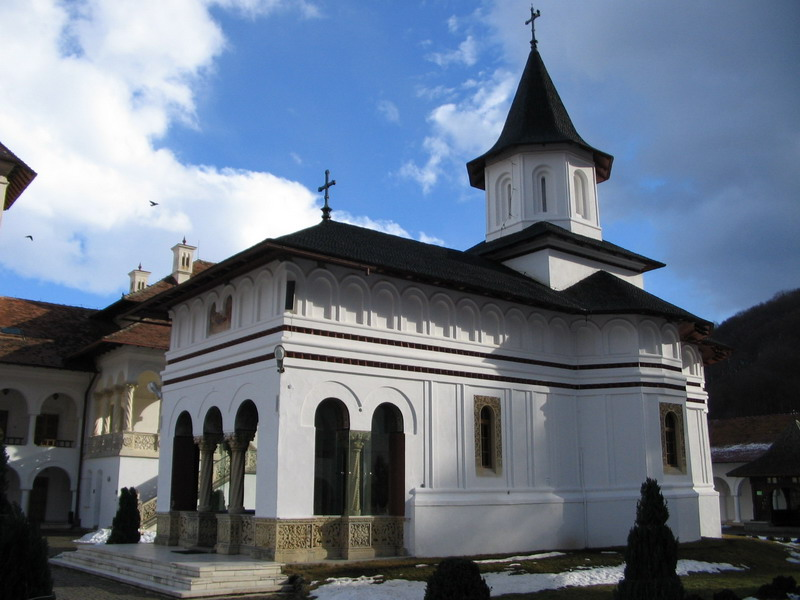
スンバタ・デ・スス村のブルンコヴェアヌ修道院